# Julije Jelaska
Julije Jelaska (Zadar, 5. ožujka 1969.), hrvatski crtač stripa

## Životopis
Svoje prve stripove izradio je još kao osnovnoškolac, vježbajući crtanje prema omiljenim junacima Zagoru, Mister No-u, Princu Valiantu, Rip Kirbyju, Fantomu i Mandraku Mađioničaru, a prve prave stripove nacrtao je još kao srednjoškolac na "Školi za primijenjenu umjetnost i dizajn" u Splitu, u razdoblju od 1983. do 1987. godine.

Već se 1988. godine, kao suradnik - ilustrator novine "Narodni list",(od 28.08.1988.) okušao uz ilustraciju i karikaturu i kao strip crtač, te mu iste godine njegov prvi profesionalni strip "Sanjarenje" izlazi prvo u novosadskom "Mini Strip Zabavniku", a kasnije i 31.12.1988. u novogodišnjem broju zadarske novine "Narodni list".
Iste 1988. godine Julije Jelaska se sa svojim stripovima pojavljuje na jakom i profesionalnom likovnom "Salonu stripa" u Vinkovcima. Tu su stripovi "Sanjarenje", "Što je Autor htio reći", "Galeb i ja".
- 1989. za splitski omladinski tjednik "Omladinska iskra" kreira stripove "Mačak" i "Vlaho Bukovac - život i djelo", kojeg reprintira i u "Patku" iz Požega.

- 1990. u udruženju glazbenika “Donat“ (stubama narodnog lista, prije današnje FG grafike) imao je izložbu likovno–povijesnih stripova o nastanku i dolasku naroda na ove prostore :“Liburni“, „Povijest Hrvata“.

Ta dva stripa objavljivani su u zagrebačkim novinama „Hrvatska danas“ i „Domovina Hrvatska“ urednika Mate Talijančića.

- 1991.uz pomoć Vladimira Resnera, sudionik natječaja za "Superhrvoja" konkurira s likom „Cronana antibararusa“.

- 1994. godine Jelaska postaje kreativnim Art direktorom, nadzirući rad grafičara pripreme tek osnovane dnevne novine "Zadarski list", te osim odlazaka u Split i praćenja montaže u dnevnom listu Slobodna Dalmacija crta ilustracije, karikature i strip serijale koji su se provukli i kroz 1995. i kroz 1996. godinu izlazeći u tom tjedniku, koji je danas dnevni list. To su stripovi - serijali : "Vekenegin bodež" (12 stranica, u nastavcima), "Povijest poluotoka" (64 stranice), te strip serijal "Čudotvorne moći svete Stošije", (12 stranica).

- 1995. postaje članom likovne udruge "Društvo hrvatskih karikaturista" koje kasnije mijenja ime u "Hrvatsko društvo karikaturista" koje postoji i dan danas. Tu se iskazao kao aktivan član izložbama po domaćim i stranim međunarodnim izložbama karikatura po svijetu do 2001. Kada sve manje nastupa[1]

Objavljivao je u bjelovarskom "Čvorku" i "Potepuhu" svoje karikature i ilustracije te stripove. Nažalost bile su to novine kratkoga daha.

- 1998. sudionikom je 1. Zagrebačkog salona stripa "Crtani romani šou", kao i naredna 4. Salona.

- 2000. Objavljuje u prvim brojevima tjednog lista "Zadarski regional", prve epizode od ukupno objavljenih 16. – autorskog stripa „Kapetanove priče“ prema humorističkim fjabama kapetana duge plovidbe Šime Gržana. (poznat i po tekstu pjesme „Jugo“, za Giuliano i Marjana Bana)

- 2008. Izložba stripa „Nevera nad Kornatima“, 18. Kolor tabli stripa u boji, formata A3 u mjestu Preko na otoku Ugljanu u Galeriji Doma na Žalu i u O.Š. „Valentin Klarin“ – Preko.

- 2011. Izlagao strip „Liburni“ na Konvenciji „Liburnicon“ u Opatiji.

Iste godine dobiva ponudu, preko Mafesta, od M. C. Chebulskog (skaut Marvel Comics-a)za rad na stripu „Thor“.
Autor je stripova o Gibonniju (Moj prijatelj SuperStar!)koji je objavljen u 1. glasniku Društva Prijatelja Stripa - Zadar,(Quadar) (čiji je bio predsjednik i suosnivač s dipl. ing. arh. Borisom Mustaćem i dipl. ing. Marjanom Kecmanom); te u autobiografskoj monografiji Z. Gall :Tajna Vještina Gibonni, biografija, str. 84., u izdanju izdavačke kuće Profil iz Zagreba,(Originali u kolekciji Monika Topić iz Pule) zatim stripova o Krešimiru Ćosiću, košarkašu (strip se nalazi u kolekciji Mladen Malta -Zadar), GOBCU i PMP-u, (kolekcija Davora Gobca, Zagreb), te strip Stara zvona po pjesmi Zorana Jelenkovića. (Originali u kolekciji Z. Jelenkovića).
Član je I. O. FKVK -Zadar, te likovnih udruga Zad@rt, Art Forum-Zadar, ARS ULJAN, te pridruženi član mnogih stranih likovnih i foto te stripovskih udruga.